# Dobrot
Dobrot falu Romániában, Erdélyben, Fehér megyében.

## Fekvése
Kénesd közelében fekvő település.

## Története
Dobrot korábban Kénesd része volt, 1956 körül vált külön 79 lakossal. 1966-ban 71, 1977-ben 63, 1992-ben 30, 2002-ben pedig 19 román lakosa volt.